# イベリア航空062便墜落事故
イベリア航空062便墜落事故（イベリアこうくう062びん墜落事故）は、1967年11月4日に発生した航空事故である。マラガ＝コスタ・デル・ソル空港からロンドン・ヒースロー空港へ向かっていたイベリア航空062便（シュド・カラベル 10R）がブラックダウン付近に墜落し、乗員乗客37人全員が死亡した。

## 事故機
事故機のシュド・カラベル 10R（EC-BDD）は製造番号202として製造され、1966年4月20日に初飛行した。エンジンはプラット・アンド・ホイットニー JT8D-7を搭載していた。

## 事故の経緯
062便はUTC19時30分にマラガ＝コスタ・デル・ソル空港を出発し、ロンドン・ヒースロー空港へと向かった。断続的に霧雨が降っておりやや霧もあったが、視界は概ね良好であった。
その後特に問題もなく順調に飛行し、062便はFL110（11,000フィート）からFL60（6,000フィート）への降下が許可された。その約5分半後の22時02分頃、緩やかに降下していた062便はまずブラックダウンの木々に衝突した後、大きな生垣を突き破って牧草地を横切り、巻き込まれた65頭の羊が死亡、さらに23頭が致命傷を負った。062便はそのまま進み、ガレージやアッパー・ブラックダウン・ハウスの屋根の一部も破壊した。この事故で乗員乗客37人全員が死亡した。
062便に搭載されていた燃料により、森林に覆われた丘の中腹で小規模な火災が発生した。また、機体の破片は062便が通過した約355ヤード（325m）の広範囲に散乱した。

## 事故調査
事故調査では062便が指定された高度を下回って降下した理由が特定できなかった。管制官との交信音声や回収されたコックピットボイスレコーダーからは異常は発見できなかった。事故調査報告書では「墜落前に機体やエンジンに故障や欠陥があったことを示す証拠は発見できなかった」と述べられている。
また事故調査報告書では、高度が10,000フィート以下になるとパイロットにクロスハッチインジケーターで警告するように設計された「3ポインター」高度計をパイロットが誤読した可能性があるとされており、報告書にはこうある。

航空機は13分半にわたって一定の速度で降下しており、その間ポインターは作動し続けていたため誤読の可能性が高まった。このタイプの高度計のクロスハッチングは指示された高度の26,666フィートで初めて10,000フィートのディスクの画面に現れ、その端の値は航空機が降下を開始してから2分以内に見えたはずである。高度10,000フィートでそのクロスハッチングが完全に画面を満たし、航空機が高度10,000フィート以下にいる限りは満たされたままである。したがって、クロスハッチングは航空機がFL60を通過する前の約9分半の間パイロットに見えていたはずであった。しかし、それが降下の段階でパイロットにとって有効に機能していたかどうかについては推測の域を出ない。

このタイプの高度計では、特に10,000フィートの指針の位置に注意しなければ6,000フィートの表示を16,000フィートと誤読することは容易に考えられる。しかし、この種の単純な誤読の可能性を否定する証拠として062便がFL145を通過した際の交信記録がある。

## 犠牲者
犠牲者の中にはイギリスの女優であったジューン・ソーバーンもおり、彼女は当時妊娠5ヶ月であった。
サリー州ブルックウッドのブルックウッド墓地には062便の墜落現場から北へ28km、51°18′09″N 0°37′44″W の地点に犠牲者19人のための集団墓地と慰霊碑がある。
犠牲者37人の国籍は以下の通り。
| 国籍           | 乗客 | 乗員 | 合計 |
| -------------- | ---- | ---- | ---- |
| イギリス       | 25   | 0    | 25   |
| スペイン       | 2    | 7    | 9    |
| アメリカ合衆国 | 2    | 0    | 2    |
| オーストラリア | 1    | 0    | 1    |